# 특발성 과다수면
특발성 과다수면(영어: Idiopathic hypersomnia)은 중추성 과다수면장애의 하나인 정신의학과 질병이다.
대한민국 통계청과 대한보건의료정보관리사협회가 발간한 '한국표준질병·사인분류 제1권'에서는 과다수면장애(Disorders of excessive somnolence [hypersomnias]), 특발성 과다수면(Idiopathic hypersomnia) 등으로 표기하고 질병분류기호는 G47.1로 기재하고 있다.

## 증상
10~11 시간 이상의 야간 수면 과다가 주요 증상으로, 긴 수면시간에도 불구하고 과도한 주간 졸음을 느낀다.

## 같이 보기
- 수면 위생
- 잠
- 활동일 주기
- 각성제
- 누트로픽
- 도핑